# Golden Sun
Golden Sun, lanserat i Japan under namnet Ōgon no Taiyō Hirakareshi Fūin (黄金の太陽 開かれし封印?), är det första spelet i serien Golden Sun. Det är ett RPG till Game Boy Advance, utvecklat av Camelot Software Planning och utgivet av Nintendo. Spelet släpptes under 2001 (USA och Japan) och 2002 (Europa). Uppföljaren, Golden Sun: The Lost Age, en direkt fortsättning på det första spelet och släpptes under 2003.
Golden Suns historia följer ett gäng ungdomsmagiker, vars uppdrag är att skydda världen Weyard från alkemi, i spelet en potentiellt destruktiv kraft som förseglades för längesedan. Under deras uppdrag får de nya förmågor ("psynergy"), hjälper andra och lär sig mer om varför alkemi förseglades. Historien fortsätter i uppföljaren, ur fiendens perspektiv.
Spelet har hyllats av många kritiker, exempelvis av IGN, som kallade det "möjligtvis ett av de bästa 2D-baserade japanska rollspelen oavsett konsol." Ett tredje spel i serien, Golden Sun: Dark Dawn, släpptes 2010.

## Historia
Spelet utspelar sig i Weyard där byn Vale ligger vid foten av berget Aleph. Invånarna i Vale besitter magiska krafter kallad psynergi som utnyttjar naturens egna krafter, jord, eld, vatten och vind genom alkemi.
Historien börjar med att en stor sten håller på att falla över byn under en storm. Spelets hjälte, Isaac, väcks av sin mor och flyr ner mot byns centrum. På vägen möter han Garet som slår följe med honom. Ytterligare en stund senare ser de hur flickan Jenna, Jennas föräldrar och Isaacs föräldrar försöker hjälpa Jennas bror, Felix från att drunkna efter att ha fallit i floden. Isaac och Garet ger sig iväg för att hitta någon stark nog att lyfta upp Felix men just när de kommit tillbaka faller stenen och Isaacs far och Jenna och Felix föräldrar, som stod på en brygga spolas bort när stenen träffar dem tillsammans med Felix.
Tre år senare har Isaac och Garet tränat hårt på att använda psynergi och studerar hos vetenskapsmannen Kraden tillsammans med Jenna.
Kraden får besök från två mystiska personer som Isaac och Garet mötte i stormen tre år tidigare som har talat med Kraden om insidan på Sol Sanctum, templet på Aleph som byggts för att hedra solen. Att de två har den här kunskapen finner de fyra högst märkligt så de bestämmer sig för att smyga sig in och kontrollera om de verkligen har varit där. 
Väl inne i templet står Isaac och hans vänner framför "the elemental stars" juveler som innehåller de renade elementen, kraftiga nog att kunna förstöra världen. Efter att Kraden skickat pojkarna att hämta dem blir de stulna av de två mystiska personerna, en som inte vill visa sitt ansikte och en blåhårig person som kan teleportera sig.
Med den sista juvelen, Eldens, kvar och ingen av tjuvarna som vill riskera sitt liv utvecklas situationen till ett gisslandrama med Kraden och Jenna mot juvelen. Isaac och Garet vill ha bevis för att gisslan inte kommer att skadas och den maskerade mannen blir tvungen att bevisa genom att ta av sig masken och avslöja sig som Felix, Jennas bror som varit dödförklarad i tre år. 
Efter att den sista juvelen avlägsnats från sin plats väcks Aleph upp ur sin sömn och ett vulkanutbrott sker. Tjuvarna flyr med gisslan, men då pojkarna är fångade på en liten ö kan de inte fly på samma sätt och "Den Vise", som är en stor sten med ett öga på, som har vakat över juvelerna, teleporterar ut dem och ger dem uppdraget att hämta tillbaka de resterande juvelerna för att om juvelerna används för att tända de fyra fyrarna runt om i världen kommer alkemi inte längre vara begränsad till några få utan släppas lös i hela världen, något som kommer att få människor att starta krig som skulle kunna förstöra världen.
Isaac och Garet, som av byborna anses ansvariga för vad som hänt, och Den Vise, skickas iväg på den farliga resan för att hinna ikapp tjuvarna. Under ett hastigt stopp i grannbyn finner de Ivan som kan läsa tankar och manipulera vinden och i byn vid foten av den första fyren finner de en helare som kan det mesta om vattenalkemi. Med Garets naturliga förmåga för Eld och Isaacs styrka för Jord blir de ett komplett lag på en resa genom världen.